# Souk El Khodhra

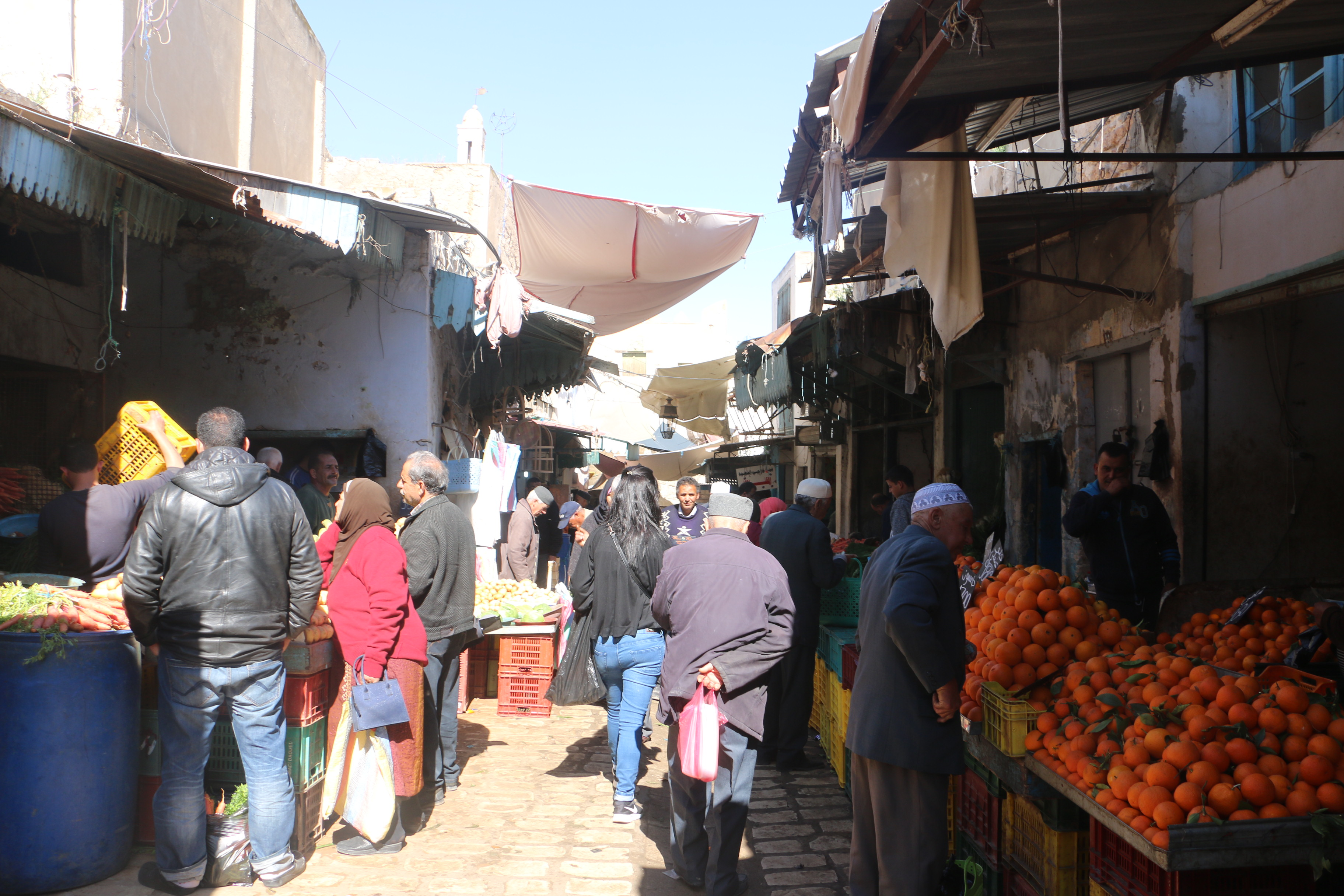
Allée du souk El Khodhra.

Le souk El Khodhra (arabe : سوق الخضرة) est l'un des souks de la médina de Sfax.
Situé dans une rue qui longe le flanc nord de la grande mosquée, on y vend des fruits et légumes produits dans la région de Sfax.
Les boutiques n'y sont ouvertes que le matin.